# 2-й стрелковый Царскосельский лейб-гвардии полк
Ле́йб-гва́рдии 2-й стрелко́вый Царскосе́льский по́лк (до 1910 года — батальон) — гвардейская стрелковая часть (полк) Русской императорской гвардии.
Полковой праздник — 17 (30) апреля, день преподобных Зосимы и Савватия Соловецких.

## Организационные этапы существования полка
27 марта (8 апреля) 1856 года из чинов стрелковых рот полков 2-й Гвардейской пехотной дивизии был сформирован четырёхротный лейб-гвардии 2-й стрелковый батальон, которому были предоставлены права и преимущества Старой Гвардии. Батальон состоял в 3-й Гвардейской дивизии. 25 декабря 1857 (6 января 1858) был переименован в лейб-гвардии стрелковый Царскосельский батальон.
31 августа (12 сентября) 1870 года батальон был отчислен в состав вновь сформированной Гвардейской стрелковой бригады под командованием великого князя Владимира Александровича, а 20 августа (1 сентября) 1871 года он был переименован в лейб-гвардии 2-й стрелковый батальон.
16 (29) мая 1910 года батальон был развёрнут в лейб-гвардии 2-й стрелковый Царскосельский полк.
6 (19) ноября 1915 года полк «неофициально» развернут в трёхбатальонный состав, для чего были выделены по ⅓ личного состава существующих рот. В 1916 году было создано «Общество вспомоществования Царскосельских стрелков» под покровительством сестры шефа полка Великой Княгини Марии Павловны Младшей.
В 1917 году полк стал именоваться Гвардии 2-м стрелковым полком, но в 1918 году он был расформирован.
В 1918 году был возрождён в Добровольческой армии. Летом 1919 составлял роту в Стрелковом батальоне 2-го Сводно-гвардейского полка, 12 октября 1919 вошедшую в 1-й батальон в Сводном полку Гвардейской стрелковой дивизии. Ротой командовал поручик Вильке. В Русской Армии с августа 1920 составлял роту в 4-м батальоне Сводного гвардейского пехотного полка. Всего за годы Гражданской войны полк потерял убитыми 17 офицеров (2 в Ярославском восстании, 5 на Юге, 2 на Севере, 1 в Сибири и 7 было расстреляно большевиками).
Оставшиеся в живых ветераны полка создали «Союз Царскосельских стрелков», включающий 4 группы: северо-западная (центр — Ревель), юго-западная (центр — Париж), юго-восточная (центр — Белград) и дальневосточная (центр — Харбин). В Париже находилось отделение юго-западной группы «Союза Лейб-гвардии Царскосельских стрелков», председателями группы которого по очереди были генерал-майор В. Г. Васмундт, полковник А. А. Стессель, полковник В. Н. Матвеев. В Югославии председателем юго-восточной группы Союза был генерал-майор Н. В. Нагаев, а Дальневосточной группы — А. А. Тюнегов. При основании Союза Августейшим покровителем являлся шеф полка великий князь Дмитрий Павлович, председателем Союза был генерал-майор Э. А. Верцинский. Всего в Союзе на 1935 год состояло: почётных членов — 4, действительных членов — 14, членов-соревнователей — 8. На 1956 год шефом Союза был великий князь Владимир Кириллович и состояло 10 членов. По состоянию на 1958 год Союз насчитывал 9 членов (из них 4 в Париже).

## Участие в походах и боевых действиях
С сентября 1863 года батальон принимал участие в подавлении Польского восстания, находясь в Варшавском военном округе, в котором оставался до 1871 года, после чего был переведён в Царское Село.

### Русско-турецкая война 1877—1878 годов
14 (26) августа 1877 года батальон выступил в поход в Русско-турецкую войну:
- 12 (24) октября участвовал при взятии укреплённой позиции под Горным Дубняком;
- 20 октября (1 ноября) занял Дольный Дубняк;
- 10 (22)—11 (23) ноября — взятие Правецкой позиции;
- 17 (29)—21 ноября (3 декабря) — при взятии Врачешского перевала через Балканы;
- 21 ноября (3 декабря)—23 ноября (5 декабря) — в битве под Араб-Конаком[3];
- 19 (31) декабря — в сражении при деревне Ташкессен;
- 20 декабря 1877 (1 января 1878) — в бою под Дольни Комарцах;
- 21 декабря 1877 (2 января 1878) — в сражении у Враждебно на реке Искер;
- 23 декабря 1877 (4 января 1878) — при занятии Софии;
- 3 (15) января 1878 — в сражении у деревень Кадыкой и Айранли.

### Первая мировая война
С началом Первой мировой войны был выдвинут вместе с лейб-гвардии 1-м стрелковым полком к крепости Новогеоргиевск, но потом походным порядком прибыл к месту сосредоточения Гвардейской стрелковой бригады в Варшаве. 16 (29) августа бригада заняла оборону у города Гроеца, но 18 (31) августа получила приказ вернуться в Варшаву и через два дня эшелоном была отправлена в Ивангород.
- 26 августа (8 сентября) приняла первый бой у фольварка Калишаны-Камень[пол.]. Во время первой же атаки был смертельно ранен командир полка генерал-майор Д. Н. Пфейфер, тяжело ранен старший штаб-офицер полковник Крузе и тяжело контужен полковой адъютант штабс-капитан Мацкевич. Всего в бою полк потерял убитыми или пропавшими без вести одного офицера и 66 нижних чинов[4] и ранеными 14 офицеров и 341 нижнего чина.
- 3 (18) сентября в бою у деревни Осицы погибли 2 человека.

31 августа (13 сентября) Гвардейская стрелковая бригада первой из соединений 9-й армии переправилась через реку Сан и развивала наступление вдоль правого берега Вислы.
- 20 сентября (3 октября)—21 сентября (4 октября) 1914 года полк участвовал в бою под Опатовым. Погибли 2 стрелка.
- 12 (25) октября в бою у деревни Поличны[пол.] убиты 2 человека.
- 14 (27) октября — бой у деревни Адамово.
- 11 (24) ноября в бою у деревни Суха-Гурка[пол.] убито 10 человек[5].

К концу года полк отошёл на территорию Ломжинской губернии.
- 12 (25) февраля 1915 года в бою у деревни Рудка-Скрода[пол.] убито 39 человек[6].
- 9 (22)—18 (31) марта полк участвовал в бою у деревни Высоки-Дуже[пол.] и потерял убитыми 14 человек[7].
- 29 марта (11 апреля) — бой у деревни Кобылино[пол.].
- 15 (28) апреля — сражение у деревни Конты. Убиты 7 стрелков.
- 26 апреля (9 мая) — сражение у деревни Цвалины-Дуже[пол.].

В июне полк переместился к югу, на территорию Люблинской губернии.
- 6 (19)—14 (27) июля полк — активный участник Красноставского сражения в июле 1915 г.[8]: участвовал в бою у деревни Сенница-Королевская[пол.] близ города Красностава. За восемь дней боёв с немцами полк потерял убитыми и пропавшими без вести 93 человека (из них 6 офицеров)[9], ранеными, контуженными и больными — 443 человека. Ещё 105 легкораненых и контуженных остались в строю.
- Полк — участник Люблин-Холмского сражения в июле 1915 г.[10][11][12]
- 21 июля (3 августа) — сражение у деревни Кробоноша[пол.].

Вскоре полк отошёл к северу.
- 26 августа (8 сентября)—10 (23) сентября полк участвовал в арьергардных боях под Вильно, в которых из 1625 штыков выбыло убитыми и ранеными 785 стрелков, и ещё 177 легкораненых остались в строю. Из офицеров полка была выбита половина. Однако за всё время боёв и отступления полк не оставил противнику никаких трофеев.
  - 28 августа (10 сентября)—1 (14) сентября — бои на Мейшагольских позициях[13].
  - 9 (22) сентября — бой у деревни Рамейки.

В середине ноября полк был переведён на Юго-Западный фронт под Витебск.
- В июле — августе 1916 года в составе Гвардейской стрелковой дивизии полк участвовал отличился в боях на реке Стоход во время Брусиловского наступления, с боем захватил 12 неприятельских орудий[14].
  - 18 (31) июля— 31 июля (13 августа) — бои у села Витонеж, где на высоте 90 лишился двух командиров батальонов Г. А. Серебренникова и А. Д. Котелевского.
  - 9 (22) августа — бой у села Вулька-Порская. Последующие четыре дня полк укреплялся на занятых позициях.
- В сентябре-октябре полк участвовал в боях с целью захвата стратегически важного Квадратного леса на Владимир-Волынском направлении[15].
  - 31 августа (13 сентября)—28 сентября (11 октября) — бои у деревни Войнин. Потери убитыми 88 человек.

До апреля 1917 года полк занимал позиции у деревни Пустомыты.

## Знаки отличия
16 (28) августа 1856 года батальону, в знак того, что батальон составлен из чинов 2-й Гвардейской пехотной дивизии, было пожаловано Георгиевское гвардейское знамя образца 1813 года: жёлтый крест, углы малиновые с чёрным пополам, шитьё — золотое. На знамени была надпись: «Въ воспоминаніе подвиговъ Россійской Гвардии». К началу Первой мировой войны знамя частично было утрачено. После войны знамя оно было вывезено офицерами полка за рубеж. В настоящее время знамя находится в эмиграции.
6 (18) июля 1878 года батальону были пожалованы знаки на головные уборы, с надписью: «За Араб-Конак 21 Ноября 1877 года».
В полку в употреблении существовал жетон в виде серебряной Андреевской звезды в центре круга из малиновой эмали которого находился серебряный вензель великого князя Дмитрия Павловича. Круг окаймлён чёрной лентой с надписью «Л. ГВ. 2 СТР. БАТ. 27. 1856 г.». Внизу — серебряная лента с надписью «За Араб-Конак 21 ноября 1877 г.».

## Полковой храм
Полковым храмом была церковь преподобного Сергия Радонежского в Царском Селе.

## Полковой музей
Полк имел свой музей, состоящий из коллекции живописи, в основном портретов Высочайших особ, офицеров полка и батальных сцен. В музее также были представлены униформа, вооружение и предметы офицерского быта, включая столовые приборы офицерского собрания. Судьба коллекции музея после революции неизвестна. В помещении, примыкающем к отреставрированному храму, в 2014 году устроен музей, посвященный всем четырём гвардейским стрелковым полкам. В его экспозиции находятся предметы, имеющие происхождением лейб-гвардии 2-й стрелковый полк.

## Личный состав
Батальон (а затем полк) укомплектовывался темноволосыми.

### Командиры полка
(Командующий в дореволюционной терминологии означал временно исполняющего обязанности начальника или командира).
| Командиры батальона и полка       | Командиры батальона и полка                                                                                             |
| Даты                              | Командиры |
| --------------------------------- | --- |
| 15 апреля 1856 — 6 декабря 1859   | флигель-адъютант полковник князь Барятинский, Анатолий Иванович                                                         |
| 6 декабря 1859 — 12 ноября 1860   | флигель-адъютант полковник (c 17.04.1860 генерал-майор Свиты) Вельяминов, Николай Николаевич                            |
| 16 ноября 1860 — 14 января 1865   | флигель-адъютант полковник (с 30.08.1864 генерал-майор Свиты) Баранов, Николай Евстафьевич                              |
| 14 января 1865 — 23 марта 1869    | полковник (с 30.08.1867 генерал-майор) Вейнтраубе, Андрей Михайлович                                                    |
| 23 марта 1869 — 5 января 1874     | флигель-адъютант полковник фон Аммондт, Эдуард Васильевич                                                               |
| 5 января 1874 — 1 ноября 1876     | флигель-адъютант полковник Оболенский, Николай Николаевич                                                               |
| 1 ноября 1876 — 19 марта 1877     | флигель-адъютант полковник Шмит, Константин Конрадович                                                                  |
| 19 марта 1877 — 27 октября 1877   | флигель-адъютант полковник Гриппенберг, Оскар-Фердинанд Казимирович                                                     |
| 27 октября 1877 — 18 июля 1878    | флигель-адъютант полковник Теннер, Иеремий Карлович                                                                     |
| 16 июля 1878 — 18 мая 1884        | флигель-адъютант полковник Мевес, Ричард Троянович                                                                      |
| 18 мая 1884 — 9 марта 1891        | флигель-адъютант полковник (с 30.08.1889 генерал-майор) Скарятин, Николай Дмитриевич                                    |
| 17 марта 1891 — 14 августа 1895   | полковник (с 30.08.1889 генерал-майор) Мешетич, Николай Фёдорович                                                       |
| 14 августа 1895 — 16 марта 1900   | генерал-майор барон фон Ашеберг, Николай Павлович                                                                       |
| 16 марта 1900 — 20 июня 1901      | полковник (с 01.04.1901 генерал-майор) Рагозин, Александр Николаевич                                                    |
| 20 июня 1901 — 6 октября 1901     | полковник Шульман, Рудольф Рудольфович                                                                                  |
| 6 октября 1901 — 16 сентября 1905 | генерал-майор Кутепов, Сергей Иванович                                                                                  |
| 5 октября 1905 — 19 января 1913   | полковник (с 22.04.1906 с флигель-адъютант, с 06.12.1906 генерал-майор, с 17.04.1911 в Свите) Дельсаль, Пётр Алексеевич |
| 19 января 1913 — 26 августа 1914  | генерал-майор Пфейфер, Дмитрий Николаевич                                                                               |
| 26 августа 1914 — 6 сентября 1914 | командующий полковник Седергольм, Дмитрий Карлович                                                                      |
| 6 сентября 1914 — 22 января 1915  | полковник (с 12.12.1914 генерал-майор) Васмундт, Владимир Георгиевич                                                    |
| 22 января 1915 — 7 сентября 1916  | полковник (с 22.03.1915 генерал-майор) Верцинский, Эдуард Александрович                                                 |
| 2 июня 1916 — 2 ноября 1916       | командующий полковник Стессель, Александр Анатольевич                                                                   |
| 30 сентября 1916 — 12 мая 1917    | генерал-майор Всеволожский, Дмитрий Сергеевич                                                                           |
| 29 мая 1917 — 16 декабря 1917     | полковник (затем генерал-майор) Нагаев, Николай Васильевич                                                              |
| 16 декабря 1917 — 30 марта 1918   | капитан Мацеевский, Сергей Павлович                                                                                     |

### Шефы полка
| Шефы батальона и полка          | Шефы батальона и полка             |
| Даты                            | Шефы                               |
| ------------------------------- | ---------------------------------- |
| 29 апреля 1857 — 4 февраля 1905 | великий князь Сергей Александрович |
| 21 апреля 1905 — 4 марта 1917   | великий князь Дмитрий Павлович     |

### Известные люди, служившие в полку
- Васильев, Кузьма Андреевич — советский военачальник, гвардии полковник
- Гагемейстер, Александр Леонтьевич — генерал-лейтенант русской армии
- Левстрем, Эрнест Лаврентьевич — генерал-лейтенант русской армии, генерал от инфантерии финской армии
- Пушкин, Григорий Александрович — внук А. С. Пушкина, полковник.